# Franz de Paula (Schauspieler)
Franz de Paula (* 1849 in Warnsdorf, Böhmen; † 1911 in Düsseldorf) war ein österreichisch-deutscher Theaterschauspieler und -regisseur.

## Leben
Franz de Paula begann seine schauspielerische Laufbahn in Görlitz 1876, wo er zwei Jahre verblieb, kam dann nach Hanau 1878, sodann nach Lübeck von 1879 bis 1880 und trat 1881 in den Verband des Düsseldorfer Stadttheaters. Dort wirkte er auch als Regisseur.